# Танг-Чу
Танг-Чу — приток реки Санкош в западном Бутане. В некоторых источниках считается верховьями Санкоша, их совместная длина определяется равной 105 км.

## Течение
Начинается из озера у подножия горы Кангрила. В реку впадают многочисленные горные потоки, в том числе Еньер-Чу. У Вангди-Пходранг она соединяется с Мо-Чу, которая позже получила название Санкош.

## Бумтанг
В районе Бумтанг есть четыре основные долины: Чокхор, Танг, Ура и Чуммэй.
Танг — самая отдаленная из долин Бумтанга. Она находится на большей высоте, чем Чокхор. Бедная почва не способствует развитию сельского хозяйства, но люди в долине разводят овец, а выше в горах — яков. Когда в октябре распускаются цветы гречихи, долина окрашивается в ярко-розовый цвет. Фермерские дома разбросаны по долине и на холмах. Гамлинг — богатая деревня с прекрасной настенной росписью. Она хорошо известна ткачеством ятра — методом плетения из шерсти, уникальным для района Бумтанг.

## Бурлящее Озеро
Одна из живописных заводей Танг-Чу известна как Мебарцо (Бурлящее Озеро). Пема Лингпа нашел здесь многие Термы Падмасамбхавы. Во сне он был направлен к месту, где река образует большой водоем, напоминающий озеро. Увидев в воде храм, он нырнул и вернулся с сокровищами. Когда он пришел в следующий раз, за ним следовала большая толпа с многочисленными скептиками. Вынужденный доказывать свою правоту, он взял в руки зажженную лампу и объявил, что если он лжет, то умрет, но если он правдив, то вернется с зажженной лампой. Он вернулся со статуей, сундуком с сокровищами и все еще горящей лампой. Бассейн стал известен как Мембарцо или Горящее озеро.